# Picumna varians
Picumna varians är en insektsart som beskrevs av Stsl 1864. Picumna varians ingår i släktet Picumna och familjen sköldstritar. Inga underarter finns listade i Catalogue of Life.